# Mastacembelus nigromarginatus
Espèce
Statut de conservation UICN

 LC  : Préoccupation mineure
Mastacembelus nigromarginatus est une espèce de poissons. C'est une anguille épineuse, à l'allure de serpent, qui appartient à la famille des Mastacembelidae.